# Томас Мен Бејнс
Томас Мен Бејнс (енгл. Thomas Mann Baynes; Лондон, 1794 — 1854) је био енглески сликар и литограф. Познат је највише по радовима рађеним техником водених боја, који је највише сликао пејзаже, зграде као и догађања. Томас Мен Бејнс је и син Џејмс Бејнса, такође сликара воденим бојама.

## Одабрана дела
- (1825);
- View of Greenwich Hospital, 1823.